# Inner Wissberg
Inner Wissberg är en bergstopp i Schweiz.   Den ligger i regionen Viamala och kantonen Graubünden, i den östra delen av landet, 170 km öster om huvudstaden Bern. Toppen på Inner Wissberg är 2 948 meter över havet, eller 42 meter över den omgivande terrängen. Bredden vid basen är 0,09 km.
Terrängen runt Inner Wissberg är huvudsakligen bergig, men åt sydost är den kuperad. Trakten runt Inner Wissberg är nära nog obefolkad, med mindre än två invånare per kvadratkilometer.. Närmaste större samhälle är Savognin, 13,7 km norr om Inner Wissberg. 
Trakten runt Inner Wissberg består i huvudsak av gräsmarker.